# Eumops trumbulli
Eumops trumbulli és una espècie de ratpenat de la família dels molòssids que es troba a Colòmbia, oest del Perú, nord de Bolívia, sud de Veneçuela, la Guaiana Francesa, Surinam, Guaiana i la conca amazònica del Brasil.